# Terra do Nunca

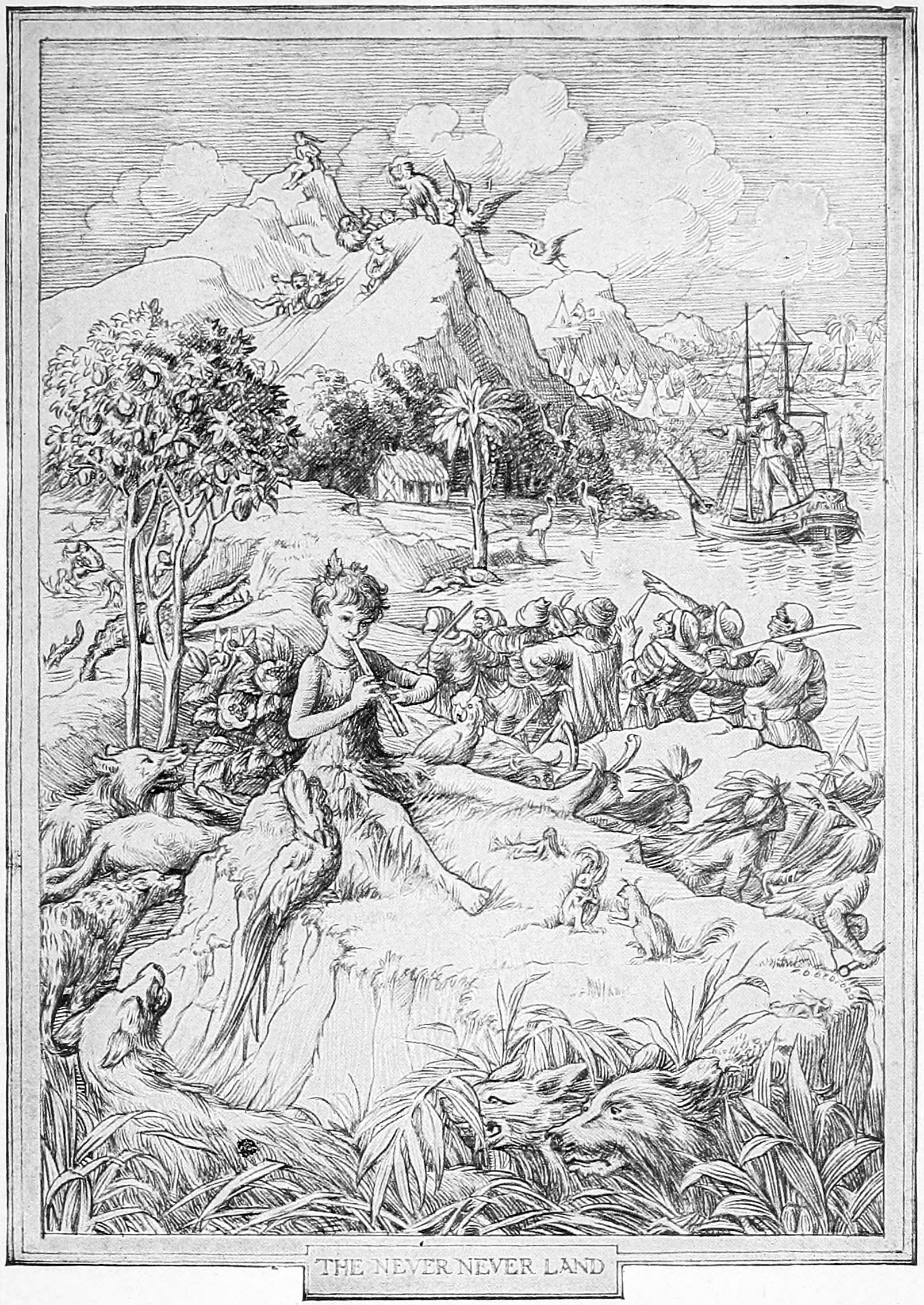
Ilustração de Peter Pan com a Neverland ao fundo, por F. D. Bedford, para a obra Peter and Wendy publicada em 1911.

A Terra do Nunca (País de Nunca Jamais na versão/tradução mais antigas) é uma ilha fictícia do livro Peter Pan, do escritor escocês J. M. Barrie. É a morada de Peter Pan, Sininho, e os Garotos Perdidos entre outros. Seu mais conhecido residente recusou-se a crescer, sendo a Terra do Nunca muitas vezes  usada como uma metáfora para o comportamento eternamente infantil, a imortalidade e o escapismo. Foi introduzido pela primeira vez como o "Never Never Land" em peça de teatro Peter Pan, or The Boy Who Wouldn't Grow Up, encenada pela primeira vez em 1904.
Na romantização de 1911 Peter and Wendy, Barrie refere-se a "Neverland", e as suas muitas variações "The Neverlands".

## História
Nos primeiros rascunhos de Barrie, a ilha foi chamada “A Ilha do Nunca, Nunca, Nunca de Peter Pan”, por causa de um distrito da Austrália. Quando o filme foi feito, a ilha foi descrita como “Terra do Nunca, Nunca”. Na publicação, entretanto, foi abreviada para “Terra do Nunca”, apenas. Michael Jackson inspirou-se nisso para denominar seu rancho de Terra do Nunca, o Neverland.
Peter Pan guiou Wendy e seus irmãos para a Terra do Nunca ao voar “a segunda estrela à direita e então direto, até amanhecer”. O romance deixa explícito que ele criou essas direções na hora, por uma viagem intuitiva.

## Personagens
Alguns personagens da Terra do Nunca são: Peter Pan, os Meninos Perdidos, sininho,uma tribo de índios, sereias, Capitão Gancho e sua tripulação de piratas e o crocodilo que comeu a mão do capitão. Peter Pan é o personagem mais importante da Terra do Nunca, e a atividade do reino depende da sua presença ou ausência.

## Lugares
- Árvore do Nunca: A casa de Peter Pan e os meninos Perdidos, com sete árvores ocas.
- Lagoa das Sereias: O lugar onde lindas sereias passam o tempo se bronzeando ao sol, penteando seus cabelos longos e nadando.
- Ilha da Caveira: Uma ilha em formato de caveira no meio do mar que é uma caverna de pedras, onde a maré sobe muito depressa.
- Aldeia Piccanniny: É um acampamento onde mora Piccanniny, uma tribo de índios pele-vermelhas.
- Navio do Capitão Gancho: Um navio ancorado perto da Terra da Nunca e controlado por Capitão Gancho que teve uma de suas mãos comida e seus piratas.